# Noviciado Nossa Senhora das Graças Irmãs Salesianas
O Noviciado Nossa Senhora das Graças Irmãs Salesianas é um patrimônio histórico e cultural da cidade de São Paulo construído em 1924 pelo padre e engenheiro Domingos Despiano, posteriormente tombado pelo CONPRESP (Conselho Municipal de Preservação do Patrimônio Histórico, Cultural e Ambiental da Cidade de São Paulo). Está localizado no bairro Ipiranga, na R. Clóvis de Azevedo,130 com a Rua Dom Luiz Lazanha,176. O edifício faz parte de um conjunto de edificações que constituem as primeiras ocupações do bairro Ipiranga, consideradas como pontos referenciais para o bairro e também para a cidade de São Paulo. Além disso o local é, até os dias de hoje, reconhecido por seu mosaico multicor feito de ladrilho hidráulico e também por seus vitrais internos.

## História
Na virada do século XIX, a cidade de São Paulo sofria com problemas sociais como abandono, miséria e falta de mão de obra qualificada. Em resposta à essas questões, foram criadas instituições com o objetivo de amparar, regenerar, educar e formar crianças e jovens carentes. A construção do edifício surge como referência a essa demanda por parte do Instituto das Filhas de Maria Auxiliadora no Brasil - grupo religioso seguidor do sacerdote católico Dom Bosco, conhecido como Irmãs Salesianas. Foi inaugurado em meados de 1920.
Seu projeto de edificação foi elaborado pelo artista Domingos Del Piano. e doado pelo conde José Vicente de Azevedo, proprietário do território e colaborador para a expansão e desenvolvimento do bairro Ipiranga, às Irmãs Salesianas. Inicialmente, o prédio tinha o nome de Casa Maria Auxiliadora e só após três anos de sua inauguração foi denominado como Noviciado Nossa Senhora das Graças Irmãs Salesianas. Décadas mais tarde, em 1970, devido à sua grande extensão, o local deixou de ser um abrigo para noviças e passou  a ser utilizado por um centro de espiritualidade para as filhas de Maria Auxiliadora, seus alunos e leigos - centro João XXIII. Na mesma década, parte do prédio também abrigou um pensionato para jovens, que funcionou no local até 1986
O prédio também também sediou um dos campus da Faculdade São Marcos, que inicialmente alugou o local, em 1974. Após cinco anos, em 1979, a faculdade comprou 4.992 m² do terreno, que passou a ser nomeado de Prédio João XXIII.
Os cursos da faculdade foram ministrados no prédio por cerca de três décadas até serem descredenciados pelo Ministério da Educação, por causa de problemas relacionados à descumprimento de medida cautelar, problemas financeiros e falta de organização administrativa e acadêmica.

#### Caso policial
Em 31 de maio de 2012, após uma denúncia anônima, policiais do Departamento de Homicídios e Proteção à Pessoa (DHPP), encontraram 15 partes de corpos humanos no jardim do edifício. Segundo apuração da Folha de S.Paulo, as partes encontradas faziam parte do laboratório de enfermagem da Faculdade São Marcos. O procedimento correto seria encaminhá-las para um cemitério ou para cremação.

## Características arquitetônicas

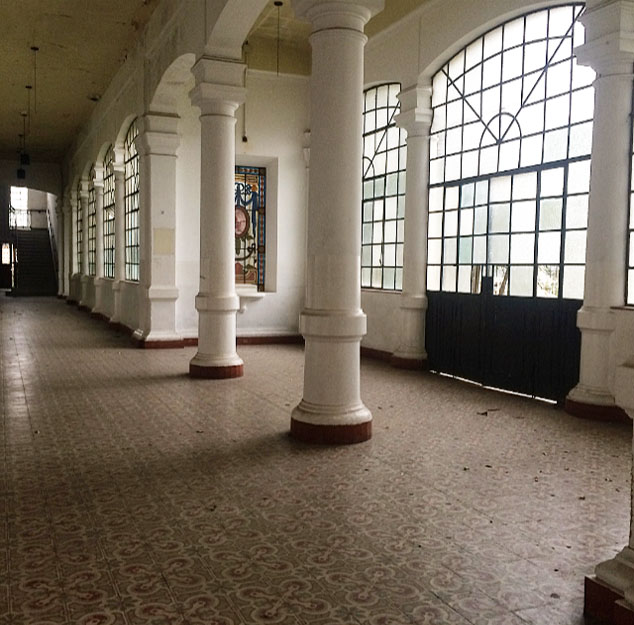

O edifício tem 10.000 m². e foi construído pela técnica de alvenaria de tijolos. Sua formação arquitetônica é do período eclético, com estilo neo-clássico.  
A entrada principal é constituída por um conjunto de quatro degraus, que dão acesso a uma porta metálica, arqueada por vitrais. Toda a fachada é composta por janelas e frisos com molduras em relevos, vãos retos e um portão metálico em todo o seu entorno. Já a sua área interna, é composta por colunas arquitetônicas, arcos, vitrais, portas e escadarias em madeira, e piso formado por azulejos coloridos no corredor central do edifício. 

## Significado Histórico e Cultural
O edifício foi tombado pelo CONPRESP no dia 8 de maio de 2007, sendo considerado como patrimônio histórico e cultural da cidade de São Paulo. Sua importância é decorrente de diversos fatores: datação - representa uma das primeiras construções no bairro Ipiranga -, faz parte das edificações de propriedade do Conde José Vicente de Azevedo, constitui parte de congregações religiosas destinadas ao amparo, regeneração, educação e formação para o trabalho de crianças e jovens carentes e sua construção representa uma resposta às questões sociais da virada do século XIX.

## Estado Atual
A construção não está aberta para visitas. As últimas notícias do local são referentes ao descredenciamento da Faculdade São Marcos pelo Ministério da Educação (MEC).

## Galeria

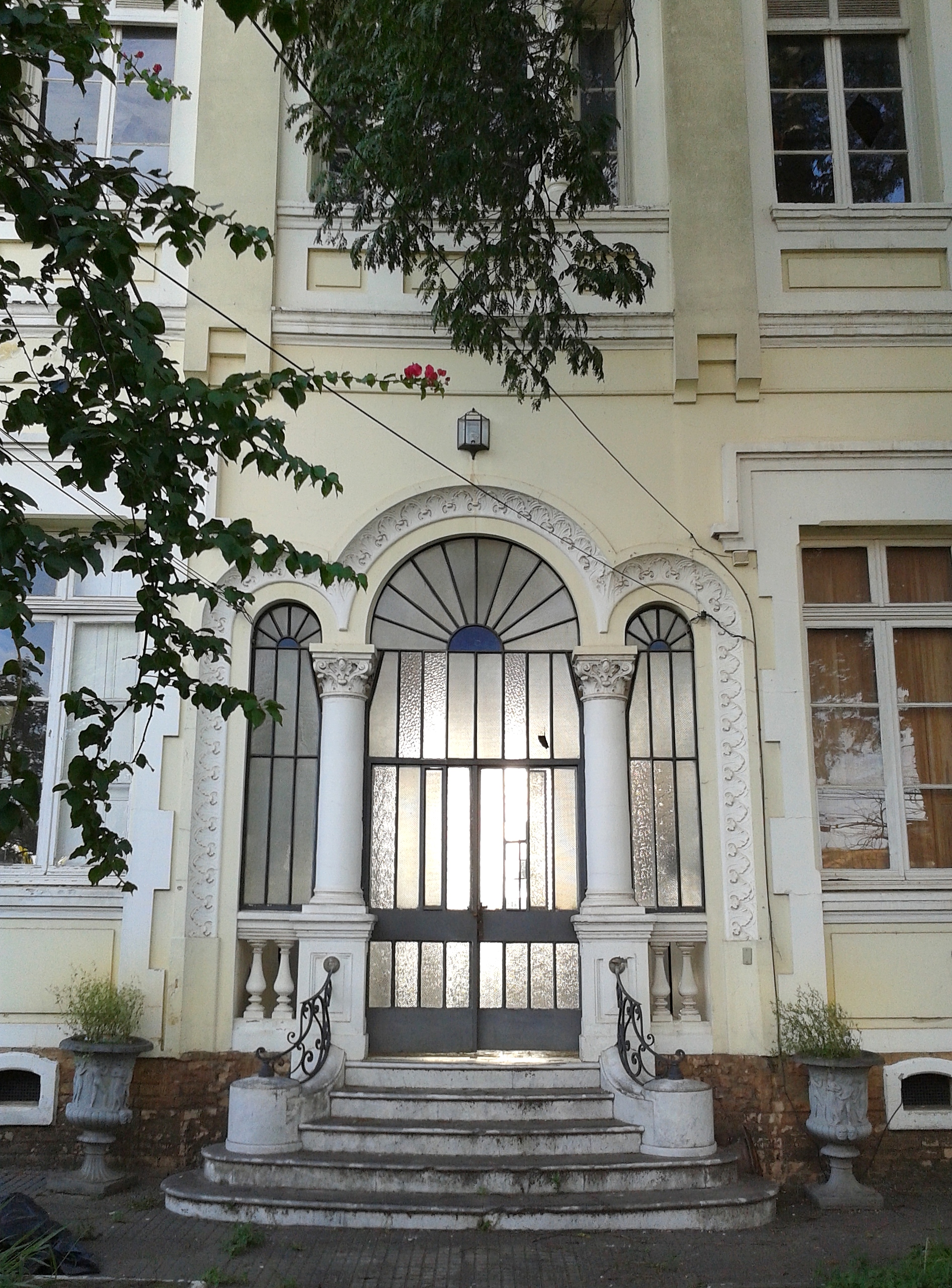
Entrada principal
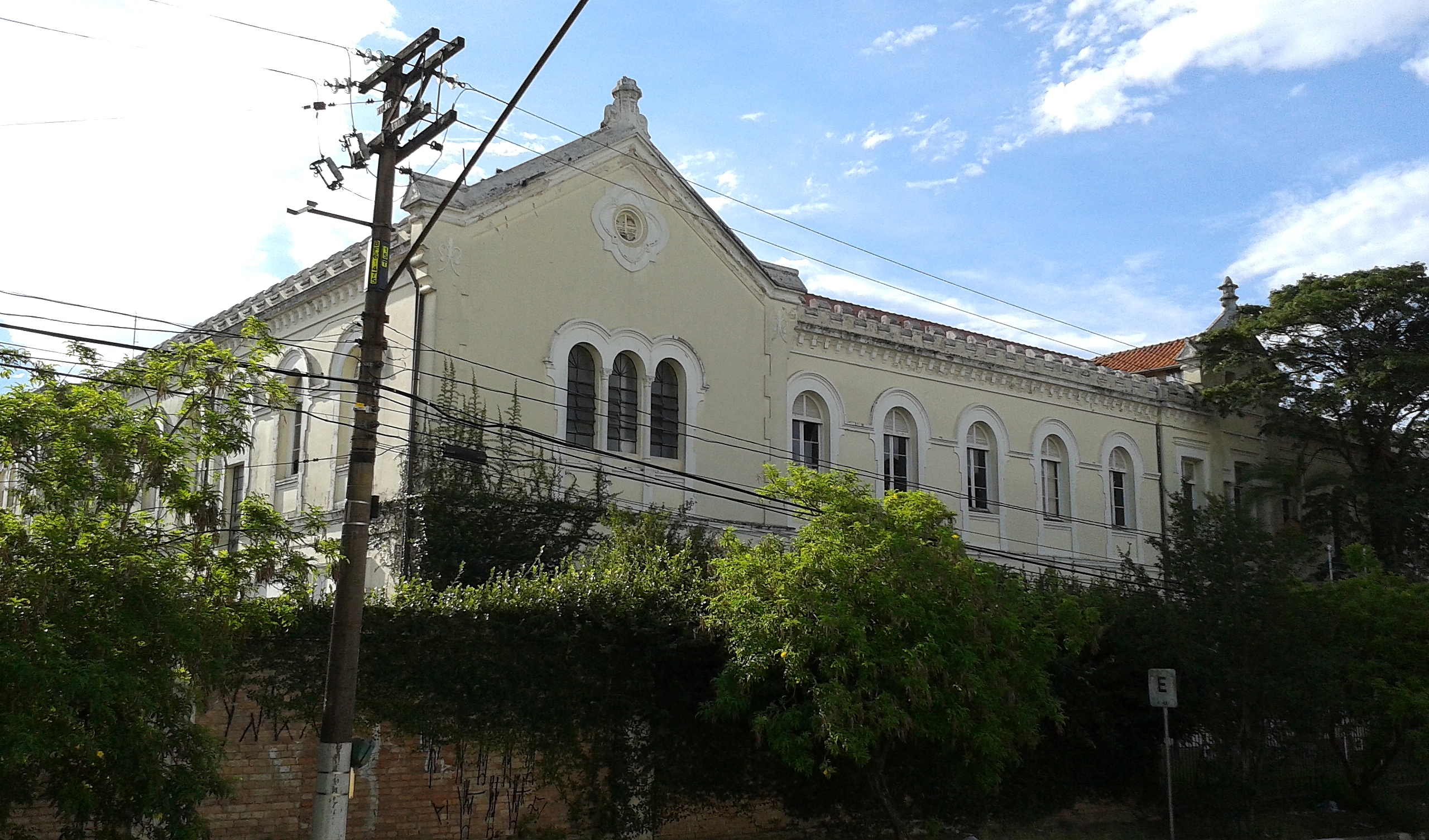
Detalhes arquitetônicos da fachada
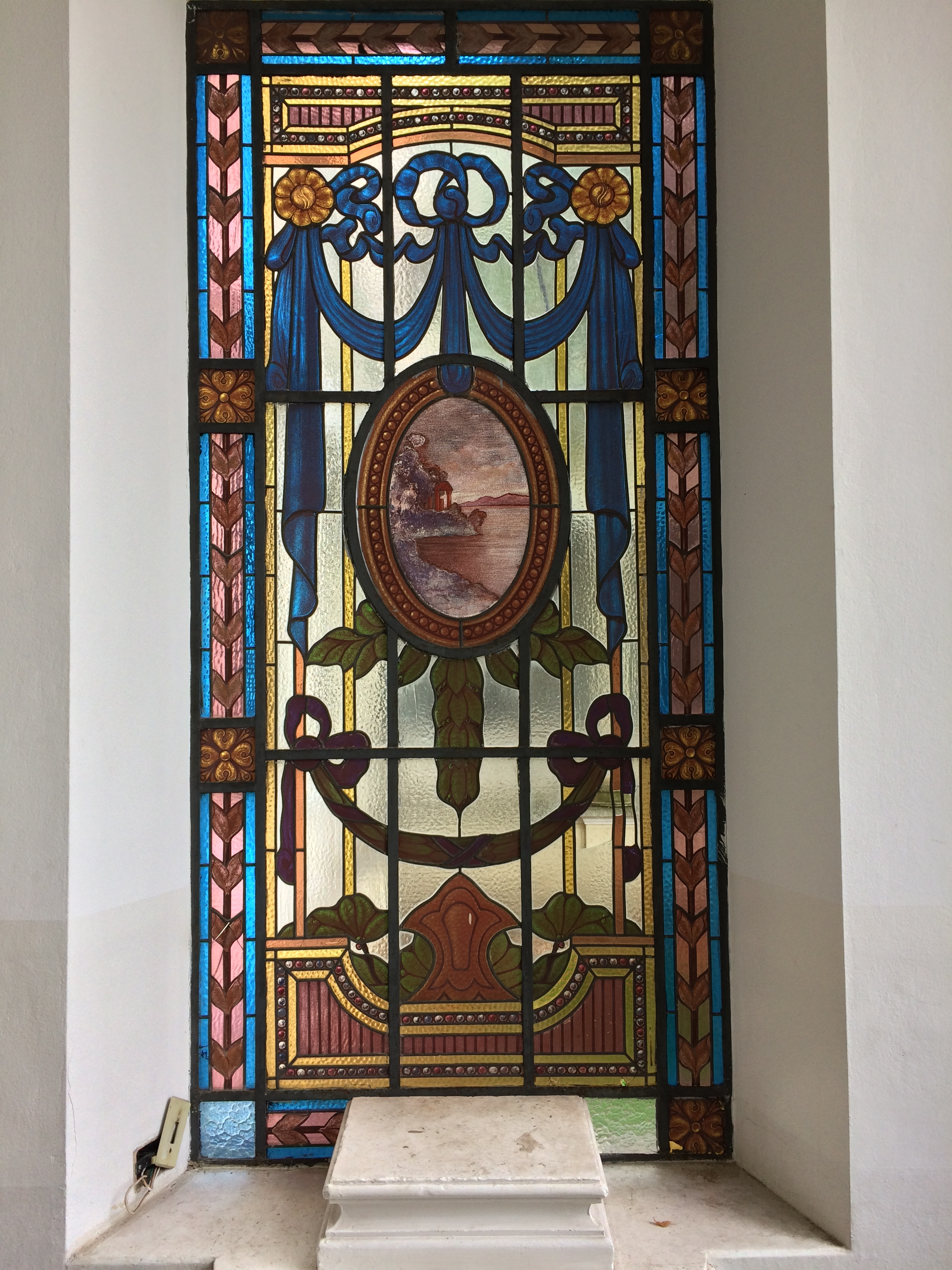
Vitral interno, localizado no corredor principal
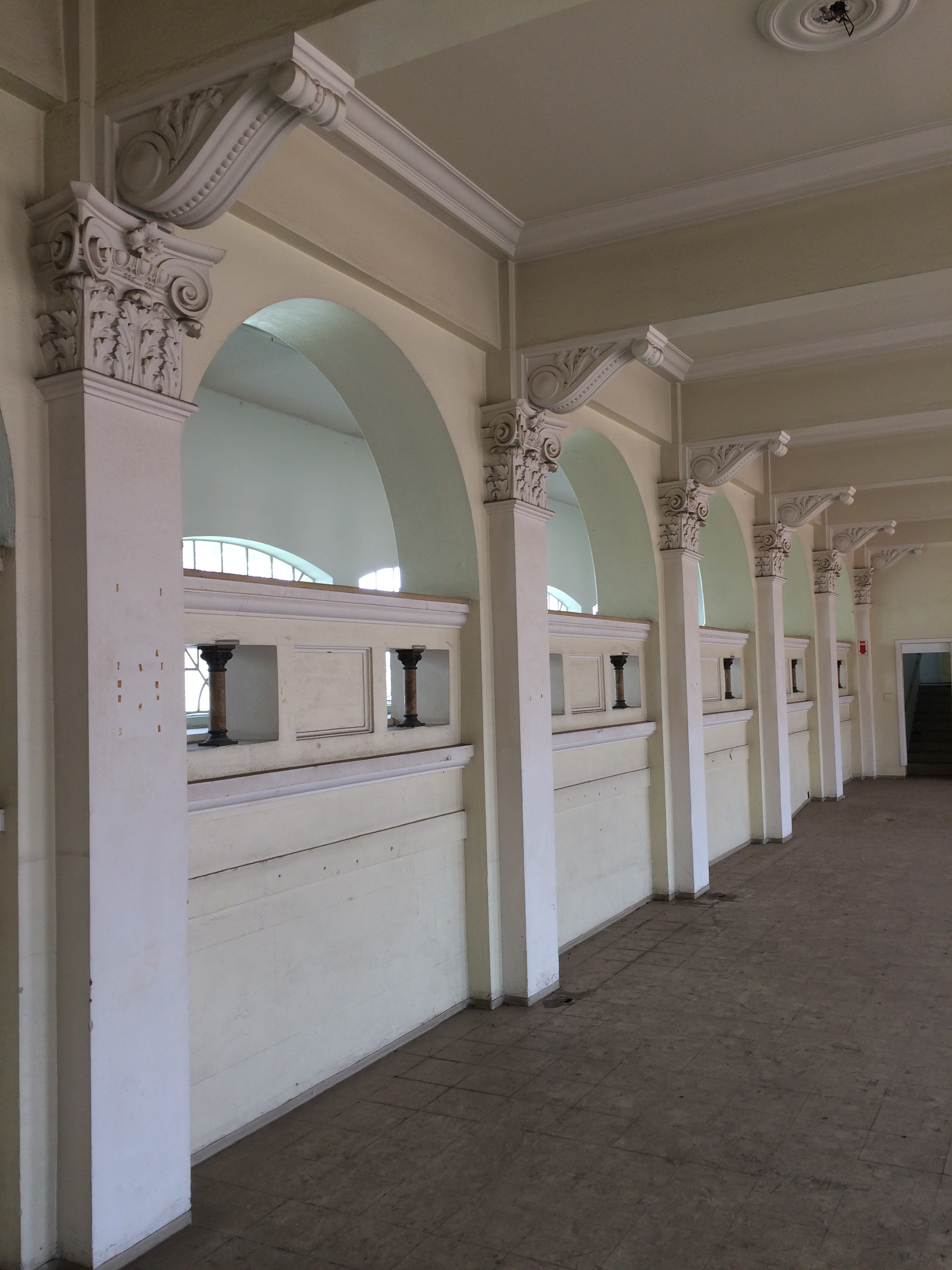
Pilastras internas
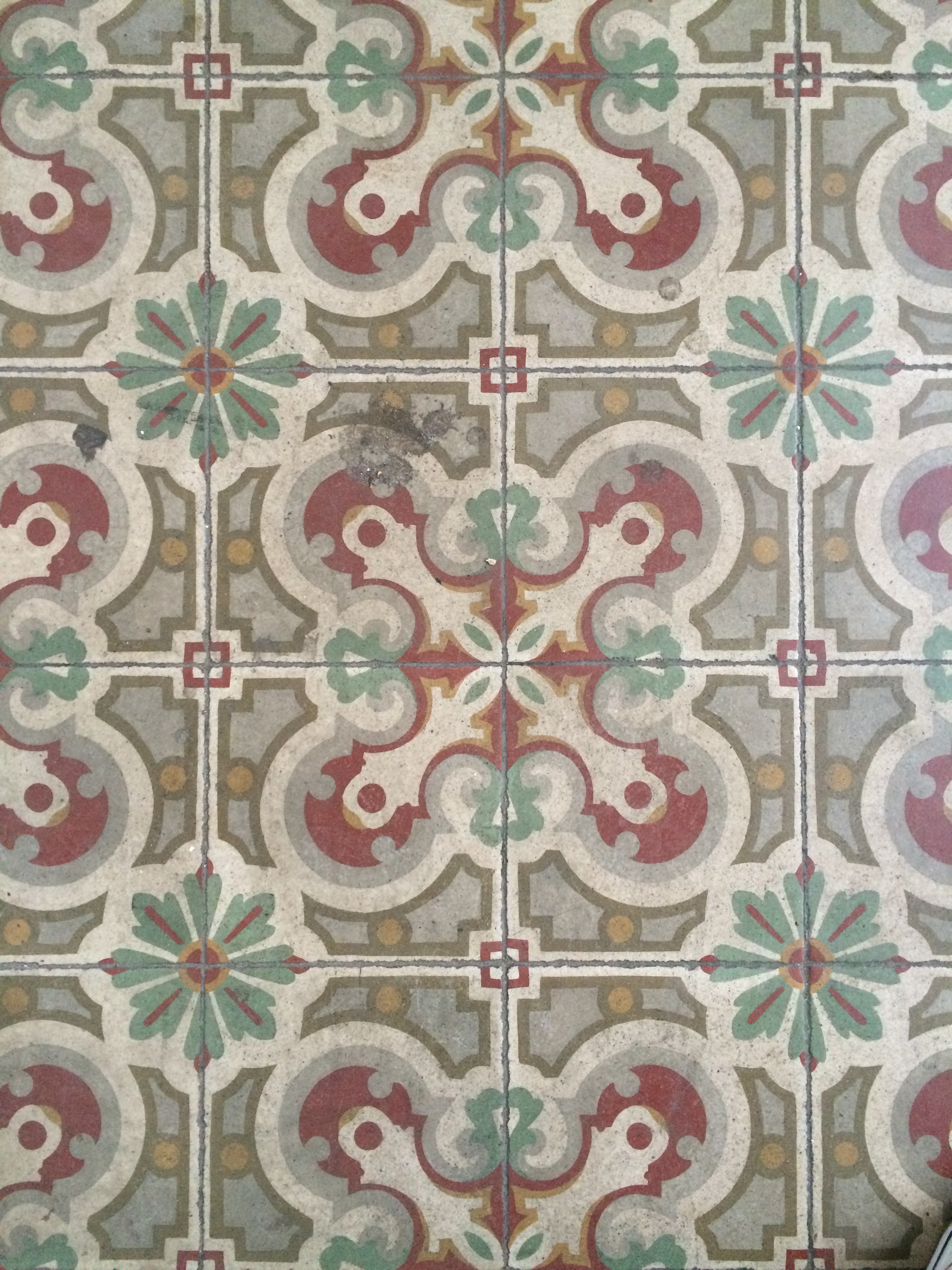
Detalhes dos azulejos que compõem corredor principal
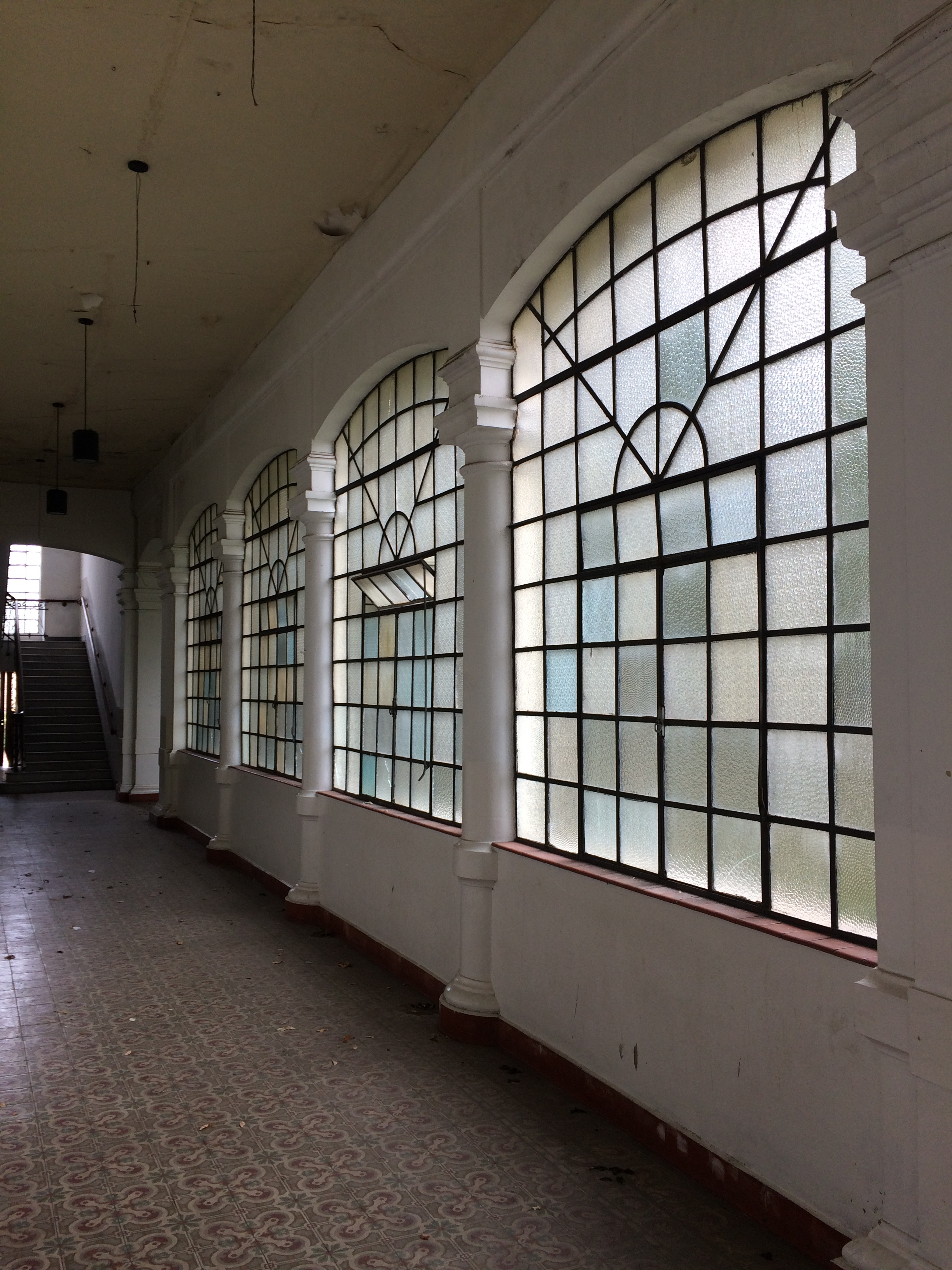
Janelas internas